# Societat Científica Xevtxenko

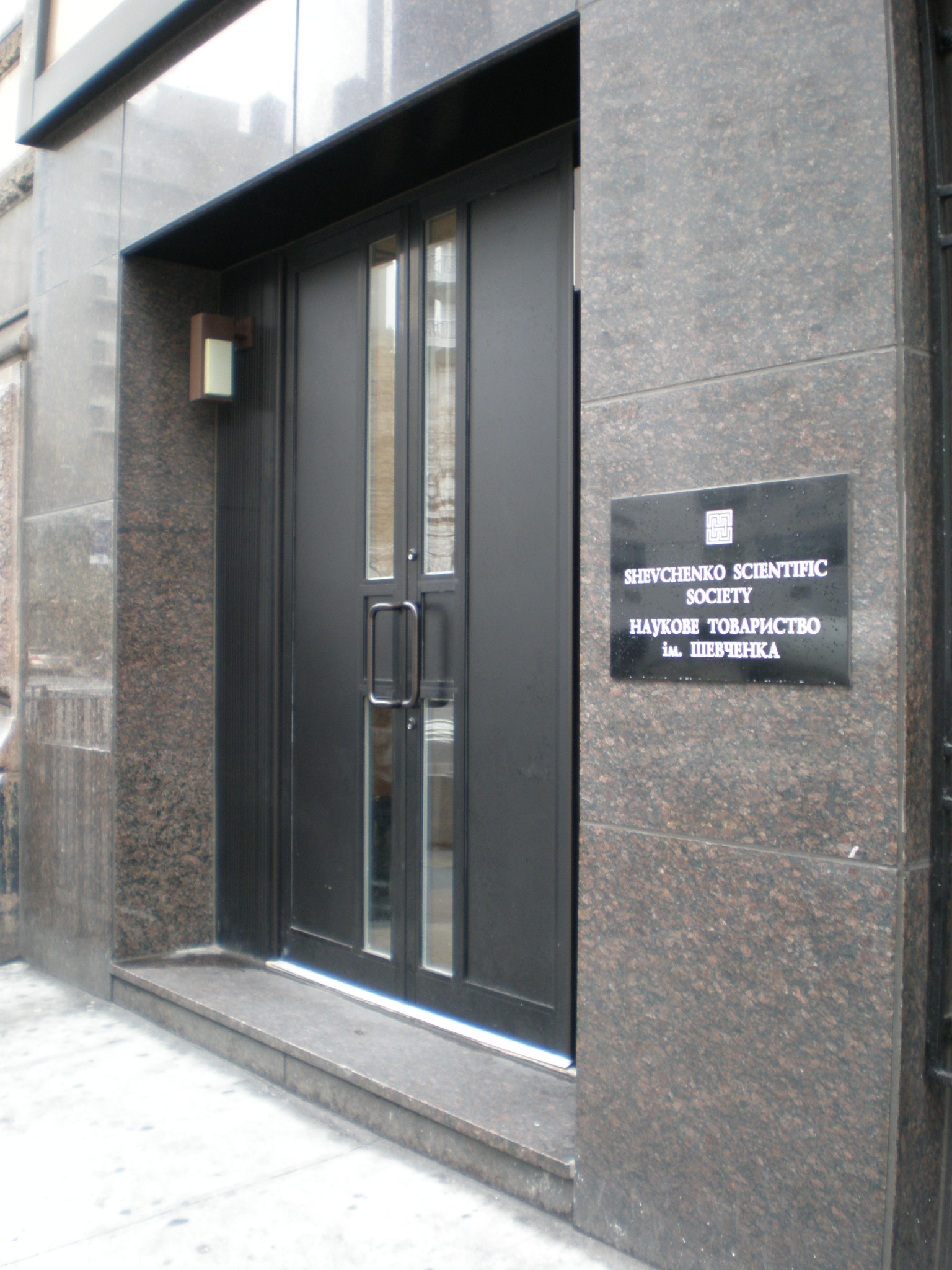
Entrada d'un institut de la Societat Científica Xevtxenko a Nova York

La Societa Científica Xevtxenko (ucraïnès: Науко́ве товари́ство імені Шевче́нка Naukóve tovarýstvo imeni Xevtxénka) és una societat ucraïnesa consagrada a la promoció de la recerca intel·lectual i a la publicació. Fou fundada el 1873 a Lviv (Lemberg), en altre temps capital de la província austríaca de Galítsia, amb el nom de Societat Xevtxenko, pel nom del famós poeta, escriptor i pintor ucraïnès Taràs Xevtxenko. Va prendre el seu nom complet (Societat Científica Xevtxenko) en 1893. Fou llavors transformada en una institució intel·lectual i el seu periòdic començà a ser publicat.
La societat promogué una literatura consagrada a la llengua ucraïnesa, amb la qual cosa es permetia la publicació d'obres en una llengua en altre temps prohibida a Ucraïna, llavors sota dominació russa. Des del principi, la Societat Científica Xevtxenko comptà amb el suport financer d'homes de negocis i intel·lectuals ucraïnesos.

## Història
Sota la presidència de l'historiador Mikhailo Hruixevski, i gràcies sobretot a les seves contribucions, la Societat Científica Xevtxenko es desenvolupa de manera fulgurant i realitza activitats en el camp de la física, el dret i la medicina. Aquesta institució esdevé després d'això influent a ambdós costats de la frontera russo-austríaca. Durant aquest període, un dels seus donants més prolífics fou el poeta, folklorista i historiador de la literatura Ivan Frankó. En 1914, tenia centenars de volums de recerca. Comptava entre els seus membres amb Albert Einstein i Max Planck.
La Primera Guerra Mundial interrompé les activitats de la societat i al final de la guerra, la regió de Galítsia, incloent-hi Lviv, fou incorporada a la nova República de Polònia. La Societat Científica Xevtxenko perdé les seves subvencions governamentals, però aconseguí continuar amb una existència precària. Els seus contribuents més importants, en aquest moment, foren els historiadors Vassyl Sxurat, Kyrylo Studynsky i Ivan Krypiakevytx i el matemàtic Vladimir Levitski. Durant aquest període, un dels projectes més importants fou la publicació de la primera enciclopèdia general en llengua ucraïnesa, que pretenia establir una terminologia científica fins aleshores inexistent.
En 1939, l'ocupació de Lviv pels soviètics comporta la dissolució de la societat. Molts dels seus membres van ser arrestats, enviats al Gulag o executats. Més endavant, durant l'ocupació alemanya, la Societat Científica Xevtxenko funcionà de manera intermitent. Aquesta institució es traslladà a continuació a Múnic, després a París i es van fundar altres branques a Nova York, Toronto i a Austràlia en 1950.
Amb el retorn de la independència d'Ucraïna, la societat tornà a funcionar a Lviv en 1989 i emprengué noves recerques i diversos programes de publicació. Existeixen tanmateix diverses branques de la Societat a tot el territori d'Ucraïna.